# Louis de Lorraine (1527-1578)
Pour les autres membres des familles, voir Maison de Lorraine et Maison de Guise.
Pour les articles homonymes, voir Louis de Lorraine, Cardinal de Lorraine et Cardinal de Guise.
Louis Ier de Lorraine, également appelé Louis de Guise, né à Joinville le 21 octobre 1527, mort à Paris le 29 mars 1578, fut cardinal de Guise.

## Biographie
Il était fils de Claude de Lorraine, premier duc de Guise et d'Antoinette de Bourbon-Vendôme, grand-tante d'Henri IV. Il avait plusieurs frères dont les plus célèbres sont :
- François, duc de Guise
- Charles, cardinal de Lorraine
- Claude, duc d'Aumale
- René, marquis d'Elbeuf

Destiné à être ecclésiastique, il fut évêque de Troyes à 18 ans. Il fut ensuite pourvu de l'évêché d'Albi et de l'archevêché de Sens dont il se démit en faveur du cardinal Pellevé. Devenu cardinal en 1552, il fut nommé quelque temps après évêque de Metz.
Il s'occupa avec zèle de l'administration des diocèses qui lui furent confiés et mit fin aux procès qui existaient entre son oncle le cardinal Jean de Lorraine et les consuls de la ville d'Albi. En 1553, il obtint un arrêt du grand-conseil, par lequel ses officiers devaient présider, à Albi, toutes les assemblées publiques, voir, examiner et clore les comptes des consuls et des receveurs de tailles.
Pierre de L'Estoile disait de lui : « C'était un bon homme, peu remuant ». Dans les actes de cette époque il est désigné sous les titres de « Illustrissime prince, Loys, Cardinal de Guise, évesque d'Albi, abbé commendataire des abbayes de Saint-Germain d'Auxerre, de Trois-Fontaines, de la Buxière, de Saint-Victor près de Paris, etc... »
Il participa au conclave de 1559 qui dura six mois et qui marqua l'élection du pape Pie IV. Il y fut un acteur important des intrigues menées par la France pour tenter de faire élire un pape pro-français.
Il sacra Henri III roi de France à Reims le dimanche 13 février 1575.
Il fut aussi surnommé le cardinal des bouteilles.
Il se démit de l'évêché d'Albi en 1561 en faveur du cardinal Laurent Strozzi et mourut en 1578. Il avait pour premier grand-vicaire Roger de Cominge, abbé de Beaulieu, Combe-Longue et prieur de Nidauzel.
Il fut : 
- évêque de Troyes de 1545 à 1550
- évêque d'Albi de 1550 à 1561
- cardinal en 1553, et prit le titre de cardinal de Guise
- archevêque de Sens en 1560, charge qu'il résilia en 1562
- évêque de Metz de 1568 à sa mort.

## Armoiries
De Lorraine-GuiseCoupé et parti en 3, au premier fascé de gueules et d'argent (qui est de Hongrie), au second d'azur semé de lys d'or et au lambel de gueules (qui est d'Anjou ancien ou de Naples), au troisième d'argent à la croix potencée d'or, cantonnée de quatre croisettes du même (qui est de Jérusalem), au quatrième d'or aux quatre pals de gueules (qui est d'Aragon), au cinquième parti d'azur semé de lys d'or et à la bourdure de gueules (qui est d'Anjou moderne), au sixième d'azur au lion contourné d'or, armé, lampassé et couronné de gueules (qui est de Gueldre), au septième d'or au lion de sable armé et lampassé de gueules (qui est de Gueldre), au huitième d'azur semé de croisettes d'or et aux deux bar d'or (qui est de Bar). Sur le tout d'or à la bande de gueules chargé de trois alérions d'argent (qui est de Lorraine). Le tout brisé d'un lambel de gueules.